# Львов, Николай Александрович
Никола́й Алекса́ндрович Львов (4 [15] мая 1753,  — 22 декабря 1803 [3 января 1804], Москва) — русский архитектор, последователь палладианства, один из самых ярких и разносторонних представителей Русского Просвещения; график, историк, ботаник и садовод, геолог, поэт, драматург, переводчик, музыкант.

## Биография
Принадлежал к старинному тверскому роду. Сын небогатого тверского помещика Александра Петровича Львова и Прасковьи Фёдоровны, урождённой Хрипуновой, родился в имении Никольское-Черенчицы близ Торжка, в Тверской провинции Новгородской губернии 4 (15) мая 1753 года. Старшая сестра, Надежда Александровна Львова (1747—1822), была замужем за горным инженером Аникитой Сергеевичем Ярцовым.
В 1769 году Львов поступил в бомбардирскую роту Измайловского лейб-гвардии полка, к которому был приписан ещё в младенчестве. Много занимался самообразованием. В школе Бибикова (Измайловский полк) создал кружок «Четырёх разумных общников», куда вошли Н. Осипов, Н. и П. Ермолаевы. С конца 1770 года вокруг Львова сложился круг людей, объединённых общностью взглядов, творческих поисков, жизненных позиций. Помимо свояков — Гаврилы Державина и Василия Капниста, к нему принадлежали И. И. Хемницер, Д. Г. Левицкий, В. Л. Боровиковский и Е. И. Фомин.
Львов, один из эрудированных и остроумных людей своего времени, занимался архитектурой, археологией, химией, геологией, механикой, собирал народные песни, создал стихотворный перевод Анакреонтовых песен, был талантливым гравёром и рисовальщиком. Все науки изучал самостоятельно, по книгам. Так же самостоятельно осваивал рисунок, живопись, гравюру и архитектуру. Львов дружил с Дж. Кваренги, поэтом Г. Р. Державиным, живописцами В. Л. Боровиковским  и  Д. Г. Левицким. В 1781 г., сразу же после знакомства с Дж. Кваренги, вместе с графом А. А. Безбородко уехал в Италию, посетил Виченцу, после чего на всю жизнь остался приверженцем античной классики и итальянского архитектора XVI в. А. Палладио. По возвращении в Россию в 1798 г. Н. А. Львов опубликовал в собственном переводе на русский язык первую книгу трактата Палладио «Четыре книги Палладиевой архитектуры»(1570) с собственными рисунками и чертежами. В предисловии к этому изданию Львов подчеркивал, что, в отличие от других палладианцев, он  в трудах Палладио «ничего не переменил, ничего не прибавил». Однако в собственной архитектурной практике Львов менее всего стремился подражать Палладио, он критиковал его за «однообразие», а интерпретация палладианских приемов «приобретает у него совершенно иной оттенок, чем у Кваренги» . В 1783 году Львов был избран в Российскую Академию, с 1785 года был почётным членом Академии художеств.
Как архитектор Львов известен своими постройками в Петербурге и окрестностях; как автор соборов — Борисоглебского в Торжке (1785−1796) и святого Иосифа в Могилёве (сооруженного в память встречи Екатерины II с императором Иосифом II, собор был взорван в 1938 году), усадебных комплексов в Тверской , Новгородской и Московской губерниях. Помимо схемы палладианской  загородной виллы Львов использовал и успешно разрабатывал тип центрического храма с колокольней на одной вертикальной оси,  как например,  в церкви Св. Екатерины в поселке Мурино близ Петербурга (1786—1790) или Надвратная Церковь Спаса Нерукотворного образа с колокольней в Борисоглебском монастыре г. Торжка (1804—1811).
Композиционный тип этой церкви (восьмерик на четверике) характерен для традиционных русских храмов, но прибавленный к фасаду четырёхколонный портик с треугольным фронтоном и бельведер наверху придают постройке оригинальность. Подобные композиции не встречаются ни у Палладио, ни в западноевропейском палладианизме, но их прототипы имеются в античности. Классические мотивы Львов усваивал и через творчество Дж. Б. Пиранези, гравюры которого он хорошо знал. Церковь Св. Троицы с колокольней, возведенные Н. А. Львовым в 1785—1787гг. петербуржцы назвали «Кулич и пасха». Между тем она восходит к Пирамиде Цестия и храму Весты в Риме (либо к Круглому храму в Тиволи), постройкам, которые Львов видел в Италии в 1781 г. и  были известны ему  по гравюрам Пиранези и  А. Парбони  .

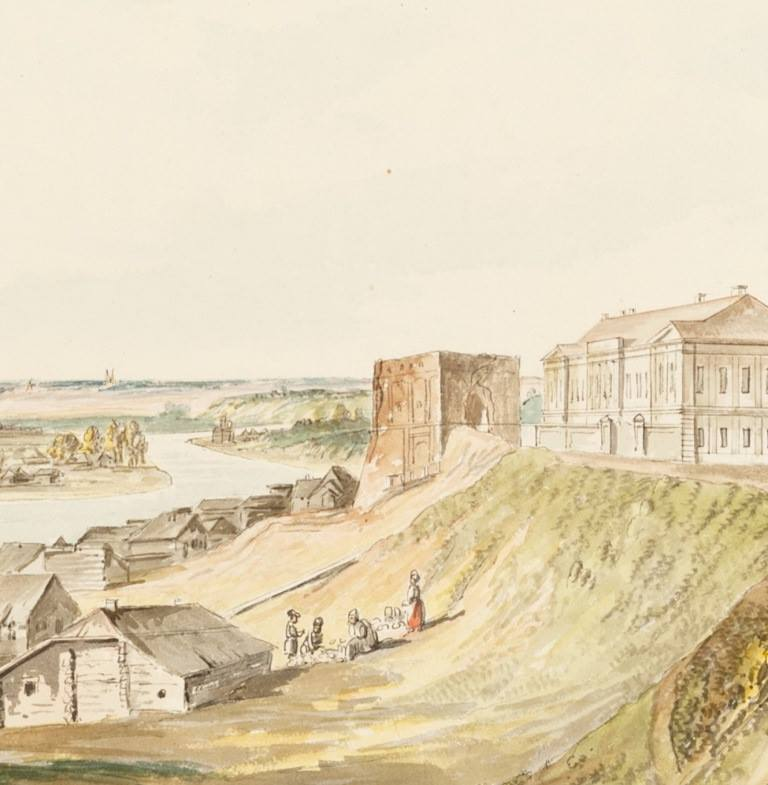
Ворота в Могилёве, рисунок Н. А. Львова.

Талант Львова-конструктора проявился в поисках новых строительных материалов, разработке способов землебитного строения, отопления и вентиляции зданий. Разнообразие интересов Львова нашло отражение и в тематике его книг: от трудов о печах и каминах и об употреблении земляного угля до «Летописца великого русского» и известного сборника «Собрание русских народных песен с их голосами» (1790), которому автор предпослал свой трактат «О русском народном пении». Большой интерес он проявлял к проблеме народности, что нашло отражение в его либретто к комической опере Е. И. Фомина «Ямщики на подставе» («Игрище невзначай») (1787). Львов являлся одним из основоположников пейзажного стиля в русском садоводстве.
Великолепный рисовальщик, он создал проект звезды и знаков ордена Владимира, новых знаков ордена Анны. Предполагал выпустить «Словарь художников и художеств», но этот труд не был издан, а рукопись была утрачена.
В 1798—1799 гг. нашёл и опубликовал с предисловием две летописи Древней Руси: «Летописец русский от пришествия Рюрика до кончины Иоанна Васильевича» (1792) и «Подробную летопись от начала России до Полтавской Баталии» .

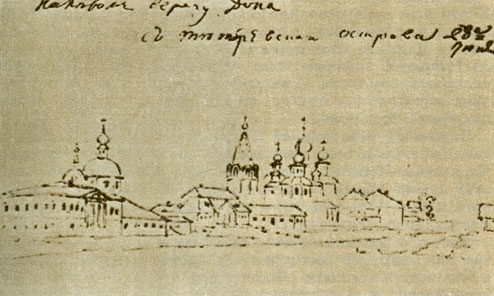
Эскиз Старочеркасска

В 1795 году Львов опубликовал свою работу по отоплению и вентиляции «Русская пиростатика, или употребление испытанных каминов и печей», где описываются испытанные и некоторые изобретённые им усовершенствования отопительных приборов. В 1799 году была опубликована вторая часть, где была предложена конструкция калориферной печи. Изданию третьей помешала смерть Львова.
Интересно, что летом 1803 года император Александр I командировал Львова на Кавказ и в Крым «для устрояния и описания разных необходимостей при тамошних теплых водах». Архитектор побывал в Области Войска Донского и сделал там несколько зарисовок, включая панораму станицы Черкасской, открыл два новых источника на Горячей горе.
Умер скоропостижно 22 декабря 1803 (3 января 1804) года в Москве. После отпевания в Харитоновской церкви в Огородниках был похоронен в своей тверской вотчине в Никольском.

### Семья
8 ноября 1780 года Львов тайно обвенчался с Марией Алексеевной Дьяковой (1755–1807) — её родные сёстры были замужем за поэтами Гаврилой Державиным и Василием Капнистом. После смерти родителей юные Львовы жили в доме своего дяди Г. Державина. У супругов было два сына и три дочери:
- Леонид (1784—1847);

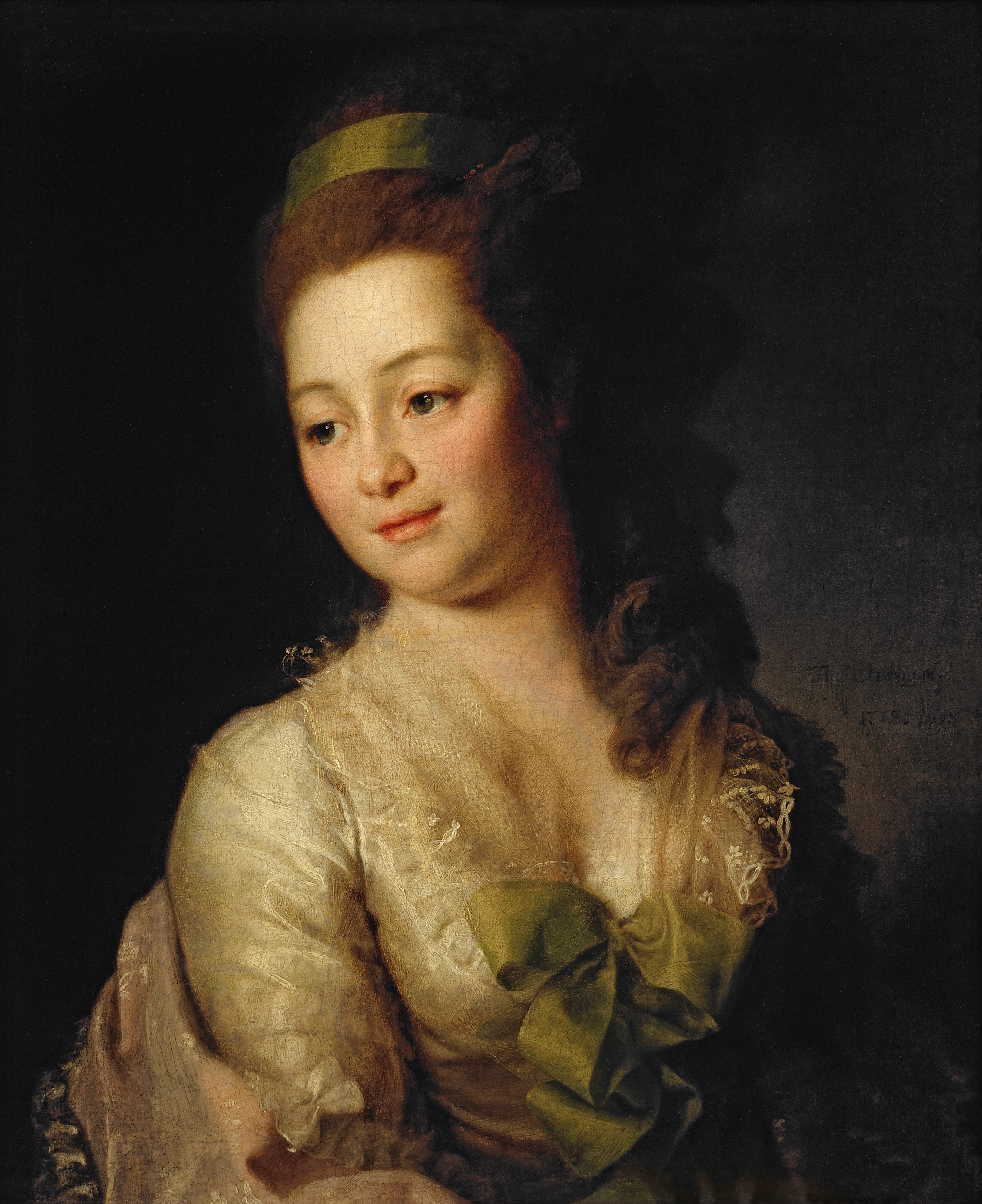
Дмитрий Левицкий. Портрет Марии Дьяковой, 1778.

- Елизавета (1788—1864), в 1810 году вышла замуж за двоюродного брата отца Федора Петровича Львова (1766—1836), музыканта и поэта, вдовца с 10 детьми, родила ему ещё 6 детей;
- Александр (1786—1849), тайный советник, дед Николая и Владимира Львовых;
- Вера (1792—1873), с 1813 года замужем за Алексеем Васильевичем Воейковым (1778—1825), их внуки — знаменитые художники Василий и Елена Поленовы. Оставила воспоминания, которые были напечатаны в журнале «Старина и новизна» (1903 и 1904 года);
- Прасковья (1793—1839), с 1819 года замужем за историком К. М. Бороздиным (1781—1848).

## Архитектурные проекты
В Санкт-Петербурге

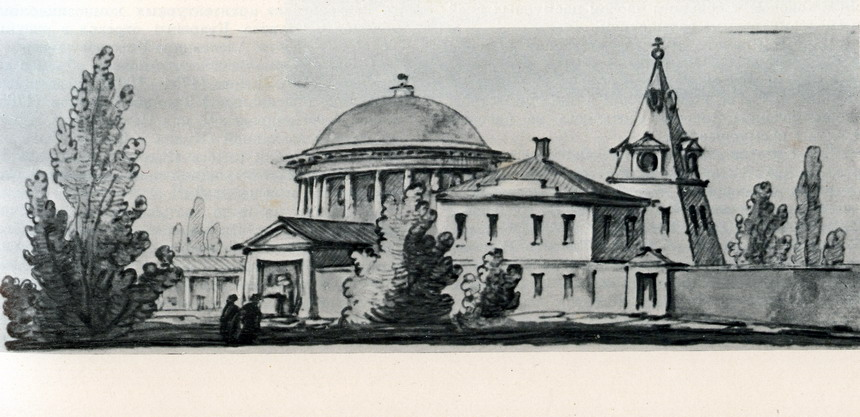
Свято-Троицкая церковь, рисунок Джакомо Кваренги.

- Церковь св. Ильи Пророка на Пороховых (1782—1785, Шоссе Революции, 75).
- Здание Почтамта (1782—1789, Почтамтский пер., 3 — Почтамтская ул., 9). Внутренность здания полностью перестроена.
- Невские ворота Петропавловской крепости (1784—1787)[11].
- Свято-Троицкая церковь в селе Александровском («Кулич и Пасха»; 1785—1790, проспект Обуховской Обороны, 235)[12].
- Усадьба Гавриила Державина и Польский сад при ней (Набережная реки Фонтанки, 118). С 1998 года здесь располагается Музей русской словесности — филиал Всероссийского музея Пушкина.
- Усадьба Полторацких (авторство предположительно; 1790-е, Уткин проспект, 2).

В окрестностях Санкт-Петербурга
- В Гатчине:

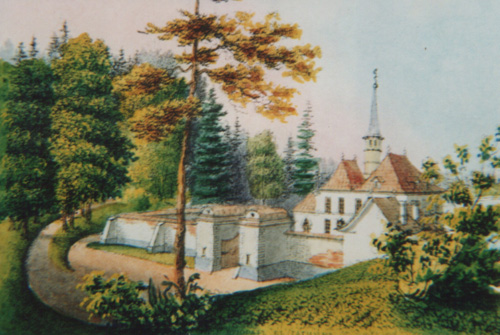
Летний Приорат в Гатчине (1797—1799), литография XIX века.

  - Приорат (1797—1799). Реставрация замка началась в 1980-х годах, в 2004 году он был открыт для посещения[13].
  - Амфитеатр (1790-е). Памятник достаточно сильно разрушен.
  - Наумахия (1797—1799). Памятник, представлявший собой фантазию на тему античного бассейна для водных представлений, разрушен практически полностью; в настоящее время на его месте сохранился только бесформенный пруд.
- Церковь Святой Екатерины в Мурино (1786—1790)[14].
- Спасо-Преображенский собор в Выборге (1787—1892; в проект были внесены небольшие изменения архитектором И. Брокманом).
- Один из приделов церкви Святого Николая Чудотворца в селе Русско-Высоцкое

В Торжке и его окрестностях
Архитектор, несмотря на то, что построил множество знаковых объектов русской классической архитектуры, был верен принципу – «где родился, там и пригодился». Рождённый под Торжком, Львов  именно в этом городе и его окрестностях возвел больше всего своих шедевров. 
- Собор Борисоглебского монастыря в Торжке (1785—1796), также по схожести стилистики Львову приписывается проект надвратной церкви монастыря, построенной Я. А. Ананьевым[16].
- Надвратная Церковь Спаса Нерукотворного образа с колокольней в Торжке (1804—1811)
- Воздвиженская ротонда-часовня в Торжке (1814), 57°02′28″ с. ш. 34°57′38″ в. д.HGЯO.
- Главный дом с колоннадой и флигелями в усадьбе Знаменское-Раёк в селе Раёк[17].

Главный дом усадьбы Знаменское-Раёк.

- Часовня Даниила Столпника в селе Васильева Гора. Фрески часовни выполнены по мотивам европейских гравюр XVIII века[18].
- Троицкая церковь в усадьбе Бакуниных в Прямухино (предположительно, церковь построена после смерти архитектора). Храм сохранил свою богатую отделку[19].
- Воскресенская церковь-мавзолей, усадебный дом и погреб-пирамида,57°05′30″ с. ш. 34°40′07″ в. д.HGЯO в собственной усадьбе архитектора Никольское-Черенчицы в селе Никольское[20].
- Казанская церковь и колокольня в селе Арпачёво (1791)[21].
- Погреб-пирамида в усадьбе Митино, 57°06′05″ с. ш. 34°58′28″ в. д.HGЯO.
- Арочный валунный мост в усадьбе Василёво. Главный дом усадьбы, принадлежавшей родственнику Львова, сгорел — сохранился лишь флигель, перестроенный из оранжереи. С 1976 года на территории бывшей усадьбы находится Музей деревянного зодчества.
- Владимирская церковь в усадьбе Беклемишева в Горницах (1789—1795, атрибутируется по сходству с наброском в записных книжках Львова)[22], 57°12′35″ с. ш. 32°20′50″ в. д.HGЯO.
- Петропавловская церковь в селе Переслегино. Документальных свидетельств авторства Львова не сохранилось, церковь атрибутируется по сходству с собором св. Иосифа в Могилёве[23].
- Также Н. А. Львову приписывается настоятельский корпус со Спасской церковью в Христорождественском монастыре Твери (1801—1805).

В Москве и её окрестностях

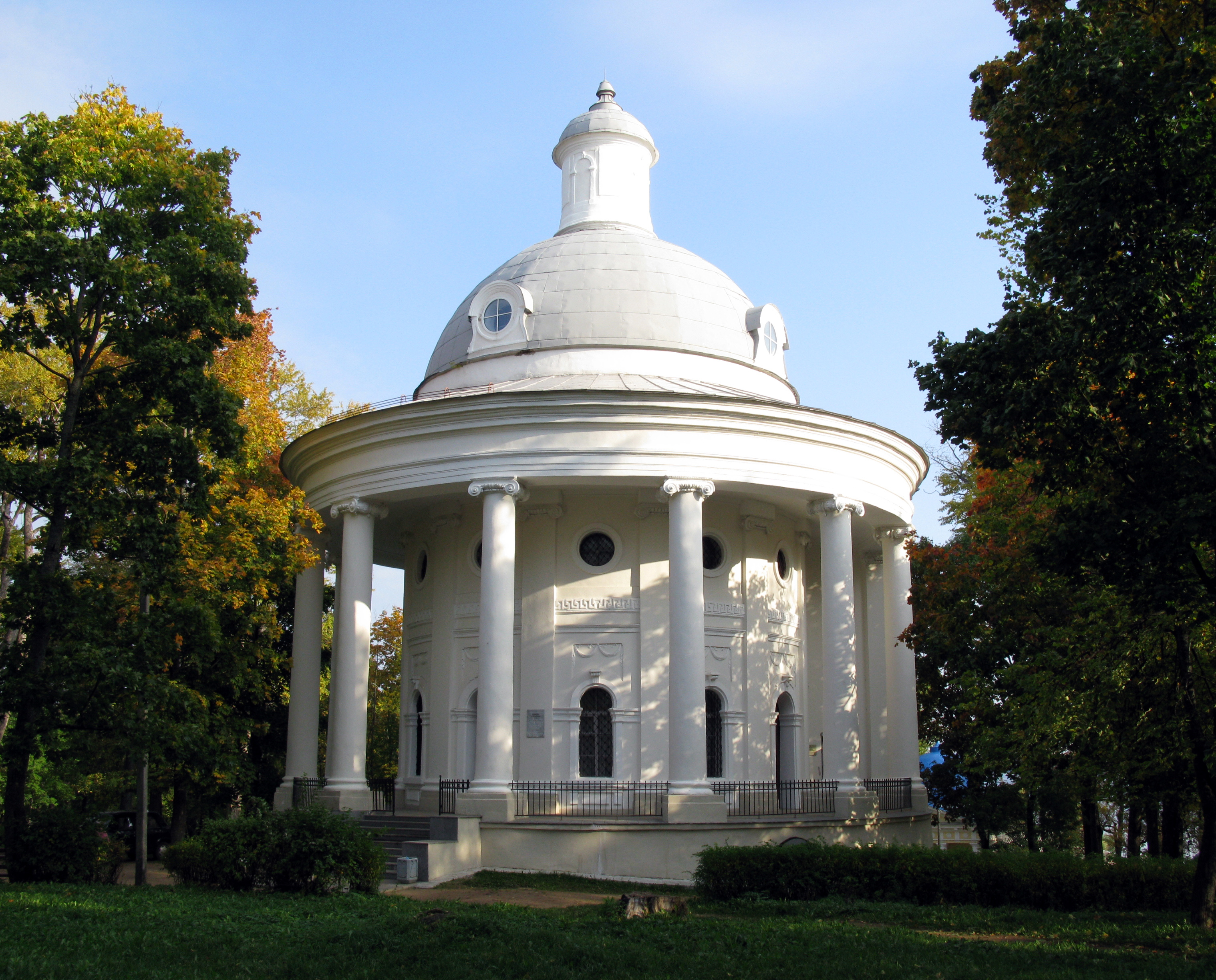
Церковь Великомученицы Екатерины («Львовская ротонда»), Валдай (1786—1794).

- Главный дом усадьбы А. Н. Соймонова (1780-е, ул. Малая Дмитровка, 18). Перестроен в 1858—1859 годах[24].
- Усадьба Вяземских Пущино-на-Наре под Серпуховым (авторство предположительно)[25].
- Усадьба князя Лопухина Введенское (не ранее 1799). В 1912 перестроена в камне с изменением пропорций и добавлением ряда новых элементов.
- Главный 8-колонный дом усадьбы графа Ростопчина Вороново (не сохранился)[26][27].
- Церковь иконы Божией Матери «Знамение» в усадьбе Тёплое Соймоновых (1797)(авторство предположительно)[28].

В других местах
- Собор святого Иосифа в Могилёве (разрушен в 1930-х годах).
- Храм Рождества Пресвятой Богородицы в селе Рождество Фировского района Тверской области.
- Церковь Великомученицы Екатерины («Львовская ротонда») в Валдае (1786—1794). С 1970 года здесь находился Краеведческий музей, с 1995 года — Музей колоколов.
- Церковь Воскресения Христова в селе Матренино под Владимиром (приписывается бездоказательно)[29], 56°02′19″ с. ш. 39°42′35″ в. д.HGЯO.
- Церковь Рождества Пресвятой Богородицы[бел.] в Славгороде (1791—1793).
- Николаевская церковь[укр.] в усадьбе Кочубеев Диканька (1794—1797).
- Колокольня для имения Петра Вельяминова Ивановка (1796). Проект похожей на маяк колокольни, схожей с колокольней в Арпачёво, был разработан Львовым для города Липецка, однако она была возведена в селе Ивановка под руководством Т. Адамини[30]
- Создатель первого плана благоустройства Горячих вод у Бештовых гор (Пятигорск)[31]

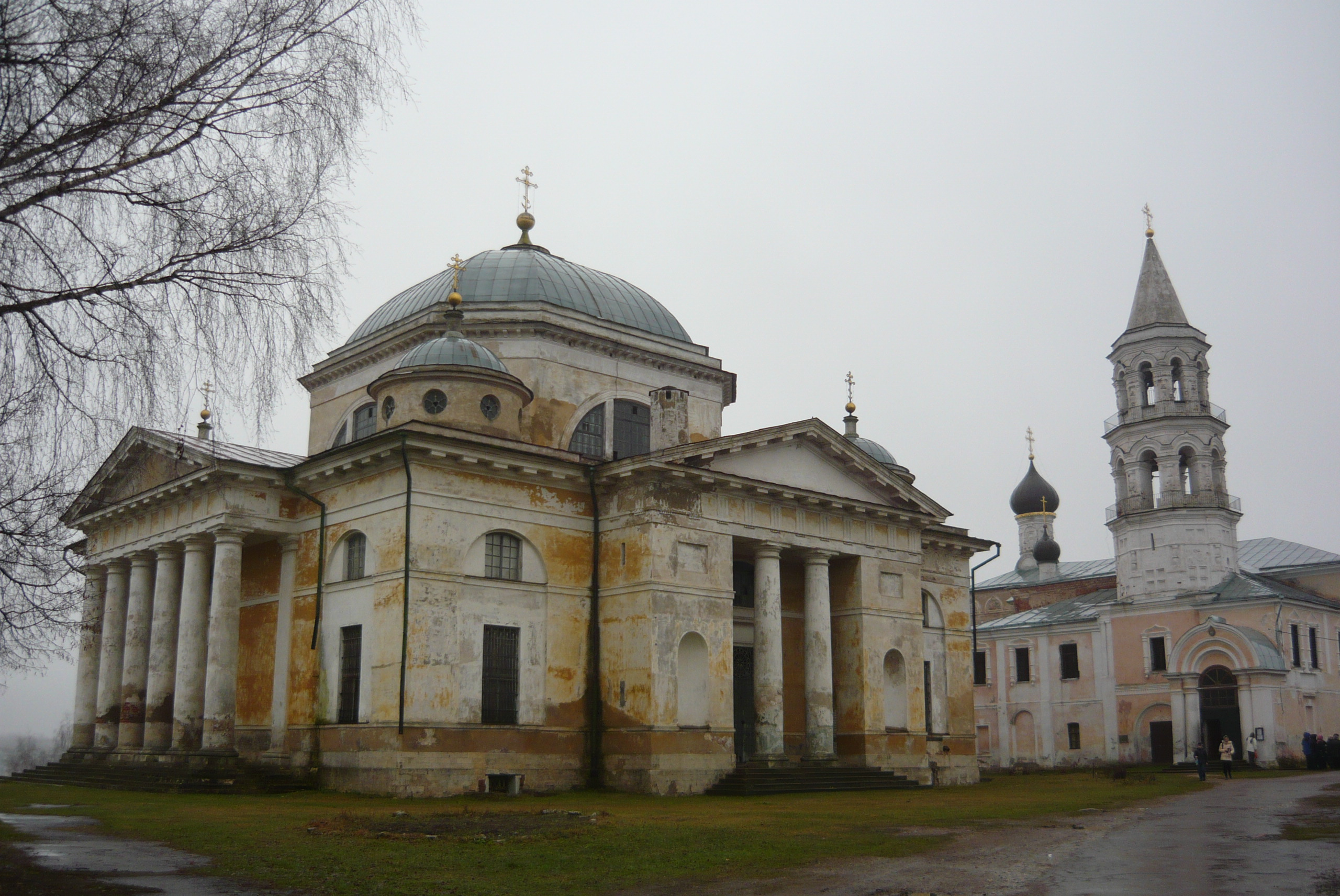
Собор Борисоглебского монастыря в Торжке (1785—1796).
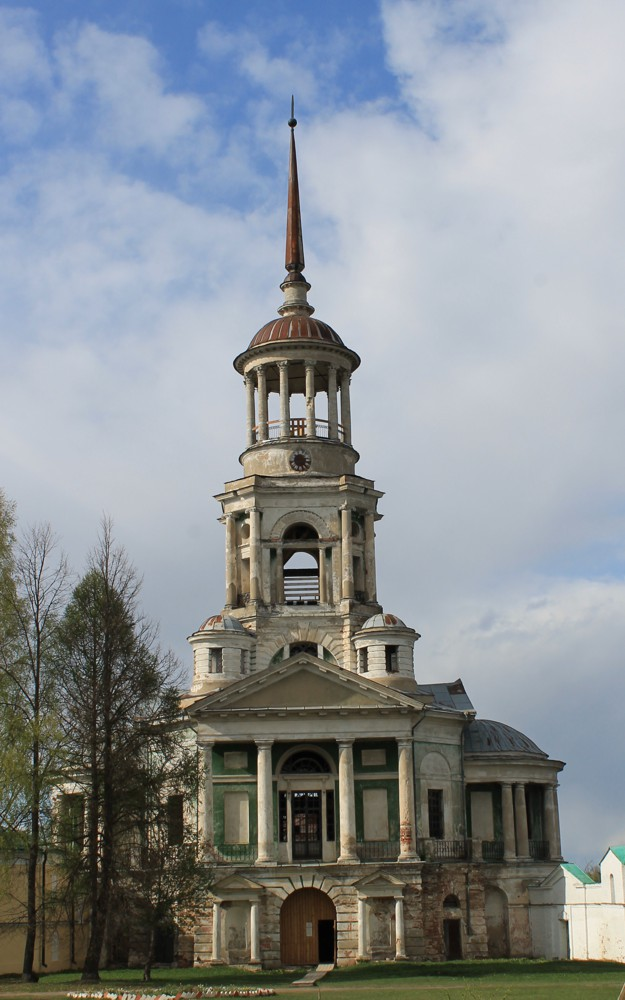
Надвратная Церковь Спаса Нерукотворного в Борисоглебском монастыре г. Торжок (1804—1811)
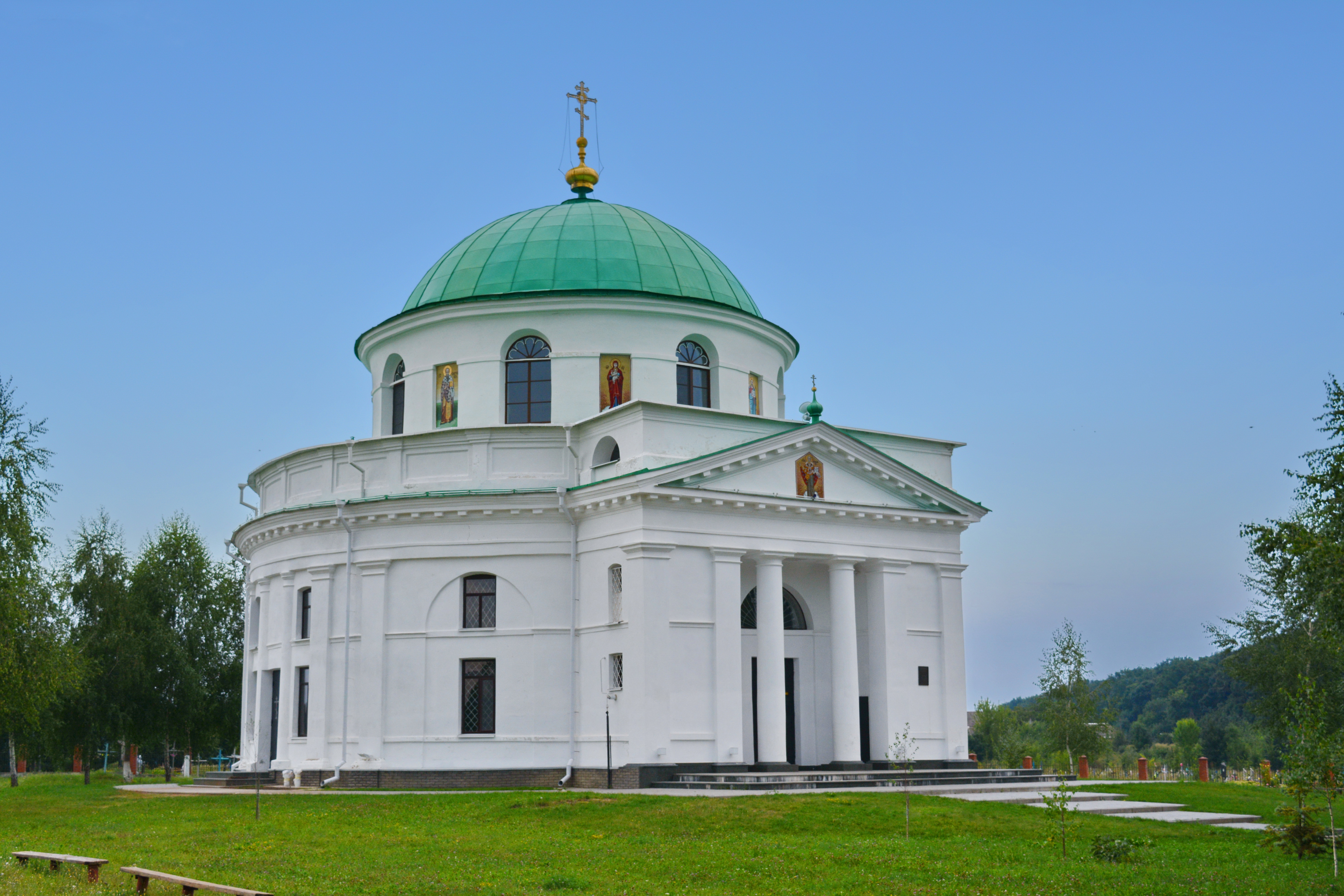
Николаевская церковь[укр.] в Диканьке (1794—1797).
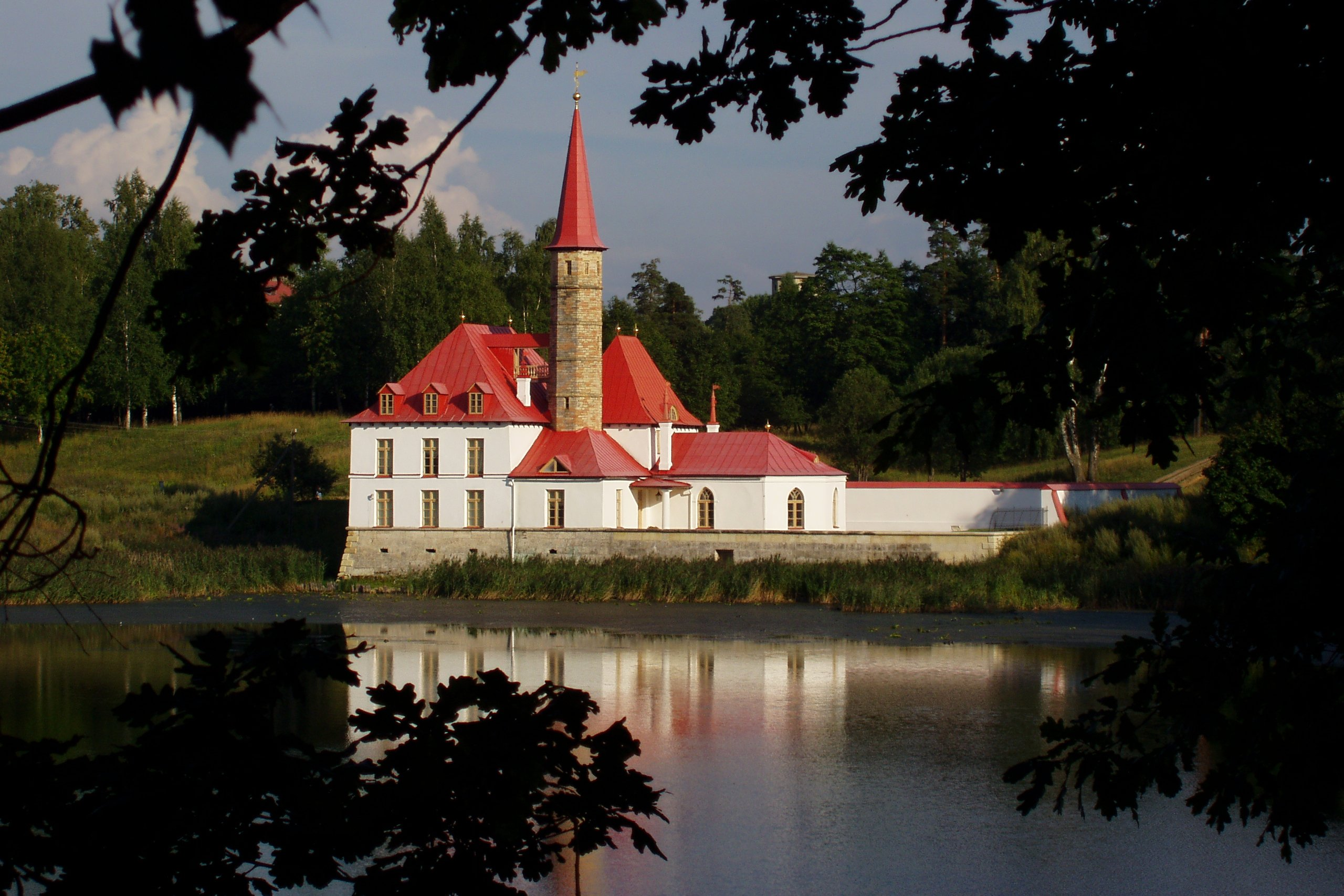
Приоратский дворец в Гатчине.
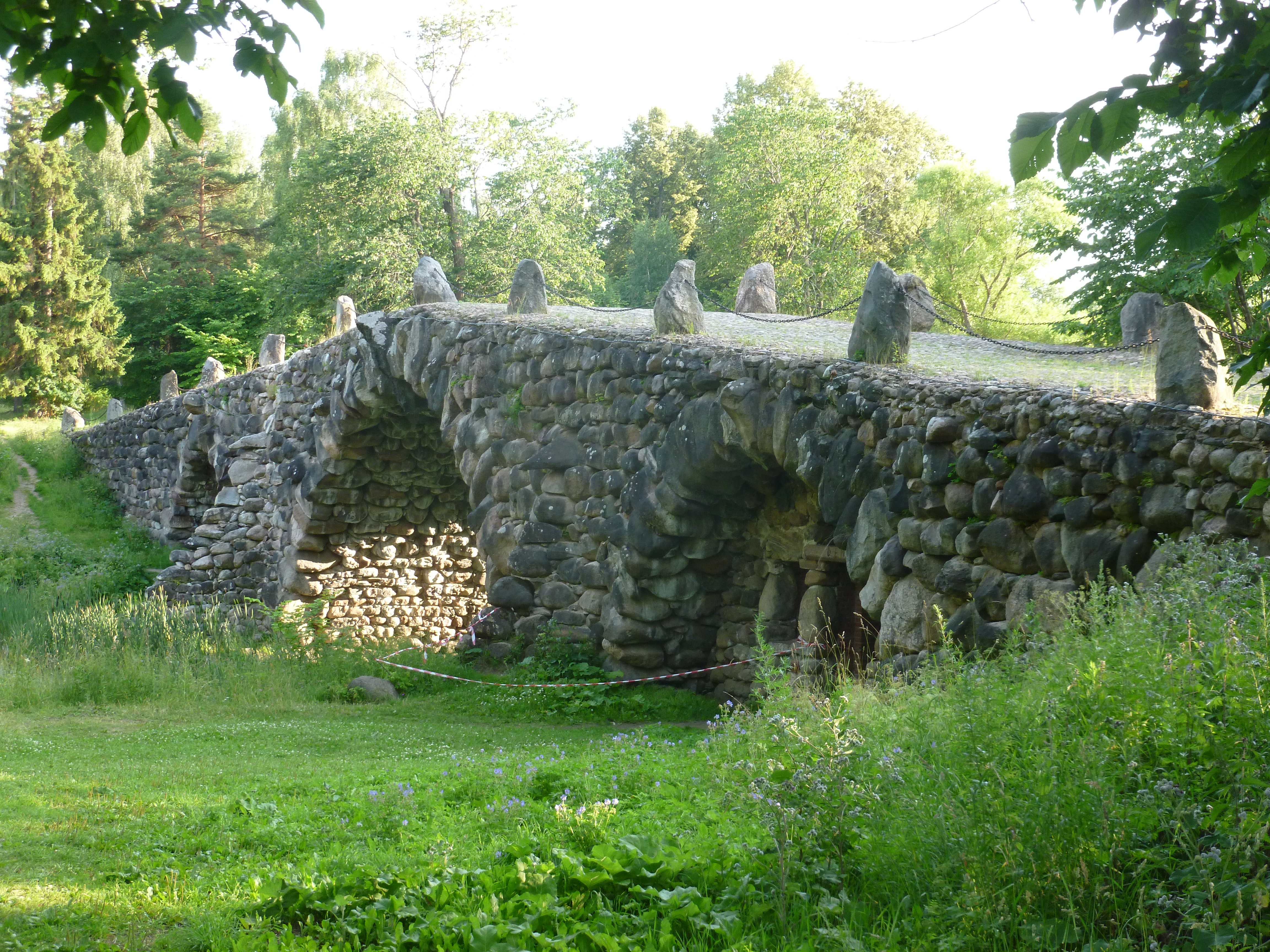
Валунный мост в усадьбе Василёво.
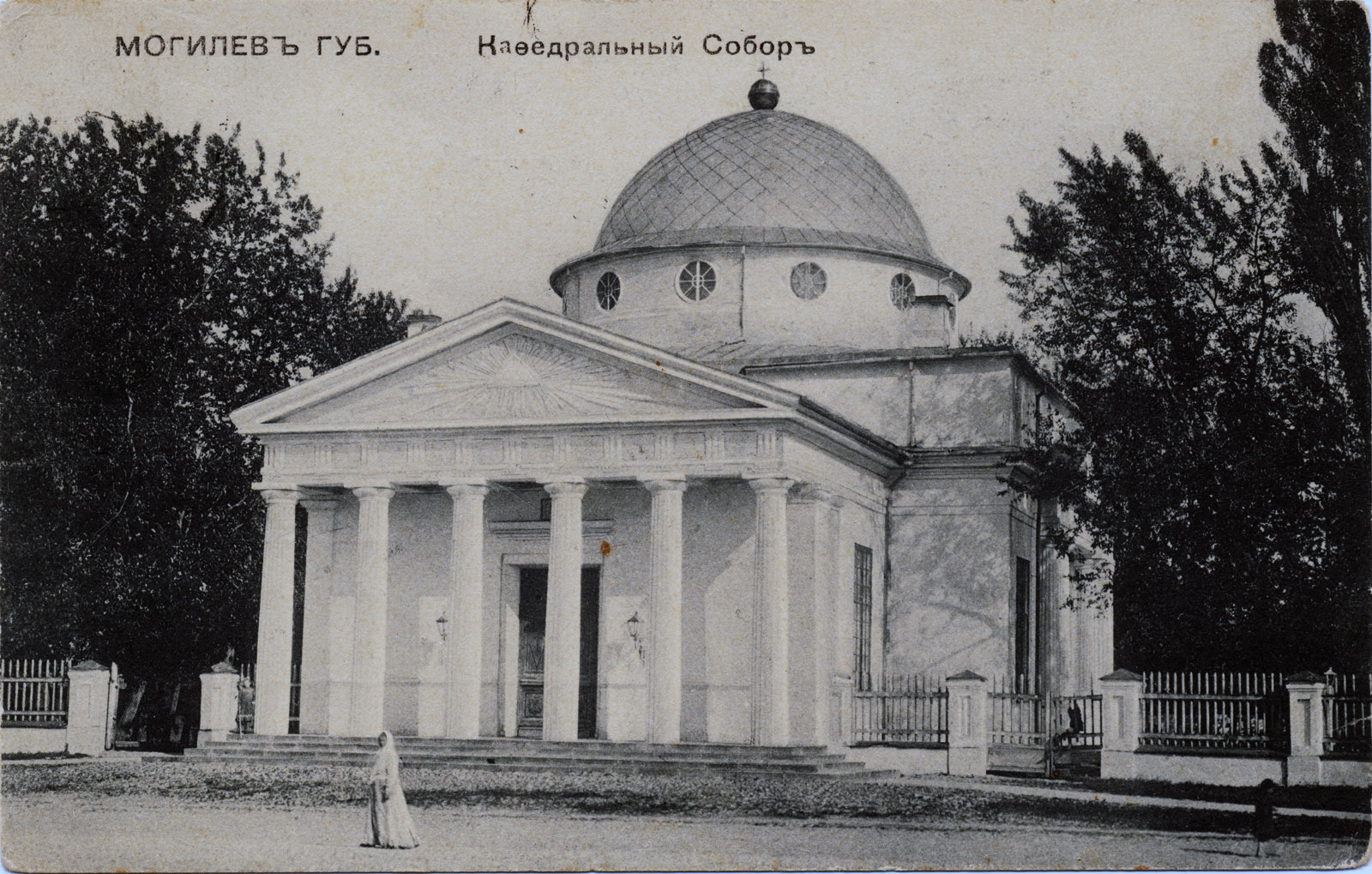
Собор святого Иосифа в Могилёве

## Сочинения

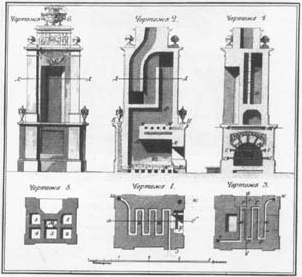
Н. А. Львов. Иллюстрация к «Русской пиростатике», 1793.

- Подробная летопись от начала России до Полтавской Баталии: В 4 частях / Под ред. И. Н. Болтина и Н. А. Львова. — СПб.: Печатано у И. К. Шнора.
  - Часть первая. — 1798. — XXVI, 233 с.
  - Часть вторая. — 1798. — XI, 243 с.
  - Часть третья. — 1799. — VII, 327 с.
  - Часть четвёртая. — 1799. — VI, 200 с.
- Львов Н. А. Избранные сочинения / Предисл. Д. С. Лихачева. Вступ. ст., сост., подгот. текста и коммент. К. Ю. Лаппо-Данилевского. Перечень архитектурных работ Н. А. Львова подготовлен А. В. Татариновым. — Кёльн; Веймар; Вена: Бёлау; СПб.: Пушкинский Дом, РХГИ, Акрополь, 1994. — 422 с.
- L’vov N. A. Italienisches Tagebuch: Ital’janskij dnevnik / Hrsg. und kommentiert von K. Yu. Lappo-Danilevskij. Übers. aus dem Russischen von Hans Rothe und Angelika Lauhus. — Köln; Weimar; Wien: Böhlau, 1998. — (Bausteine zur slavischen Philologie und Kulturgeschichte, Reihe B, Neue Folge, Band 13.)
- Львов Н. А. Опыт о русских древностях в Москве; Драматургия; Поэзия; Искусствоведческие труды и переводы / Подгот. текстов и комментарии К. Ю. Лаппо-Данилевского, Т. А. Китаниной, Е. Г. Милюгиной, А. Ю. Сорочана и др. // Милюгина Елена. Обгоняющий время: Николай Александрович Львов — поэт, архитектор, искусствовед, историк Москвы. — М.: Русский импульс, 2009. — 360 с., 200 ил., портр. — ISBN 978-5-902525-36-3
- Львов Н. А. Пиростатика / Вступ. ст. и подгот. текста С. А. Астаховской; Комментарии С. А. Астаховской, М. В. Строганова // Труды ВИЭМ. Новоторжский сборник. Вып. 3 / Сост. В. В. Кузнецов, М. В. Строганов; Ред. М. В. Строганов. — Торжок: ВИЭМ; Тверь: Изд-во М. Батасовой, 2010. — С. 146—172.
- Львов Н. А. Путевые заметки Н. А. Львова по Италии в 1781 году / В отрывках и излож. В.Верещагина // Старые годы. — 1909. — № 5. — С. 276—282.
- Львов  Н.А. Собрание народных русских песен с их голосами. На музыку положил Иван Прач: [ч. 1 (единственная)] - [СПб.]: тип. Горного училища, 1790. - 192 c., 103 л. нот.  Переизд. : Львов - Прач. Собрание народных русских песен с их голосами / Под ред. и с вступ. ст. В.М. Беляева. М., Государственное музыкальное издательство, 1955. — 350 с. Русские народные песни, собранные Николаем Львовым, положенные на музыку Иваном Прачем и опубликованные в 1790—1806 гг. / Изд. подгот. Е.Е. Васильевой, В.А. Лапиным. СПб., 2012.

## Либретто

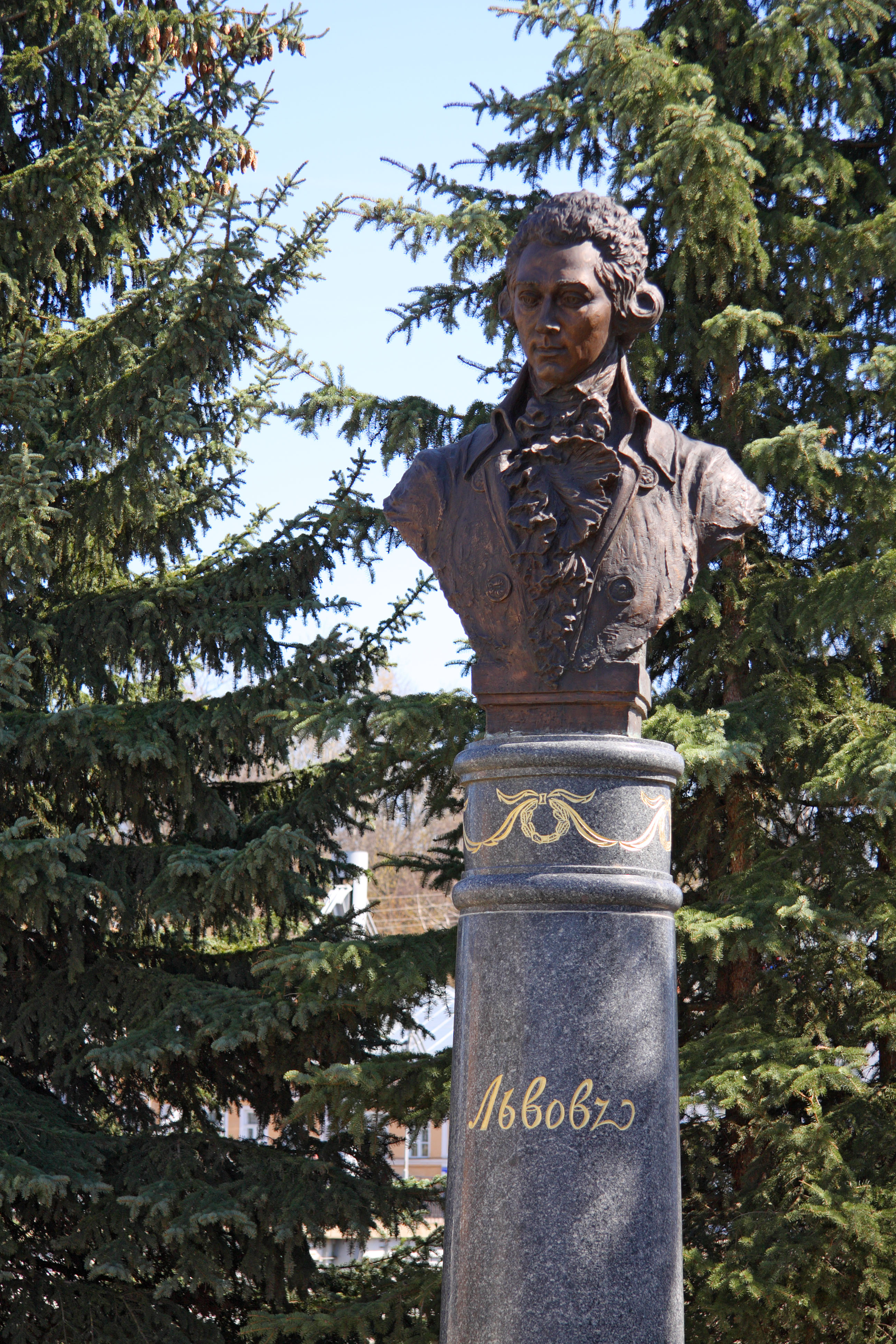
Бюст Н. А. Львова в Торжке.

- Мир, Марс и Россия (1775), кантата;
- Сильф, или Мечта молодой женщины (1778), музыка Н. П. Яхонтова;
- Пролог (1783), тематическая программа для театрального действа и сопровождающей его музыки;
- Ямщики на подставе, или Игрище невзначай (1787), музыка Е. И. Фомина;
- Милет и Милета (1794), музыка Н. П. Яхонтова (не ранее 1796);
- Парисов суд (1796), предположительно, музыка Е. И. Фомина.

## Память о Львове
Валентин Пикуль написал о Н. А. Львове историческую миниатюру под названием «Досуги любителя муз».
C 2003 года имя Н. А. Львова носит Тверское училище культуры.
13 июня 2004 года в центре города Торжка был установлен памятник Н. А. Львову, созданный по инициативе и силами фонда им. Львова совместно с администрацией города. Проект памятника выполнил архитектор В. П. Городович, бюст архитектора создал скульптор Ю. П. Карпенко.

## Комментарии
1. ↑  Отец — Александр Петрович Львов, родился в 1719 году, умер 4 ноября 1769 года; погребён в погосте села Арпачево (Никольское-Черенчицы) Новоторжского уезда Тверской губернии в родовом некрополе Львовых. Мать — Прасковья Фёдоровна, урождённая Хрипунова, родилась в 1725 году, умерла 6 августа 1793 года, погребена у стен церкви Покрова Пресвятой Богородицы в селе Покровское Вышневолоцкого уезда (ныне —  Фировский район Тверской области) в родовой семейной могиле-некрополе дворян Хрипуновых - Ярцовых. Могила и надгробный памятник сохранились. На лицевой стороне памятника имеется надпись - «Новгородского губернского прокурора А. П. Львова супруга Прасковья Федоровна скончалась августа 6 дня 1793 года на 69 году от рождения». На оборотной стороне памятника надпись: «Любимой матери — любимый сын 1800 года».
2. ↑  Точная дата рождения Львова была установлена в 2001 году в ходе анализа документов, содержащихся в ГАТО:

Специальные справочники и прошение Львова епископу Тверскому и Кашинскому от августа 1789 г. помогли установить, что Черенчицы входили в приход церкви Николая Чудотворца с. Арпачево. В метрических книгах этой церкви за 1751—1752 гг. нет интересующих нас записей. Но в „Книге Новгородской епархии Новоторжского уезда села Арпачево церкви Николая Чудотворца попа Якова Карпова, пономаря Петра Михайлова записная о приходских тоя церкви людех на три части: кто имяны когда родились, браками венчались и померли. 1753 года, генваря 1 числа“ в первой части о родившихся под № 2 значится: „4 маия. Санкт-Петербургского гарнизона прапорщика Александра Петрова сына Львова сын Николай“.

Этот факт подтверждается и сведениями, содержащимися в исповедной ведомости вышеназванной церкви. В „Росписи Новгородской епархии Новоторжского уезда села Арпачево церкви Николая Чудотворца попа Якова Карпова, пономаря Петра Михайлова, обретающихся при оной церкви, в приходе нижеявленных чинов людем, со изявлением против коегождо имене о бытии их в святую сего 1753 года четыредесятницу у исповеди и святые тайн причастия и кто ж исповедался токмо, а не причастился и кто ж не исповедался“ имеется запись о том, что в 1753 г. „у исповеди были: сельца Черенчицы Санкт-Петербургского гарнизона прапорщик Александр Петров сын Львов 30 лет, его жена Параскева Федоровна 28 лет, дети: Николай полугода, Надежда 5 лет, Мария 3 лет, Евдокия 2 лет“.— Дмитриева Г. М. Документы Государственного архива Тверской области о Н. А. Львове // Гений вкуса: Матер. междунар. науч.-практ. конф., посвященной творчеству Н. А. Львова / Ред. М. В. Строганов. — Тверь: ТвГУ, 2001. — С. 9.

### Монографии
- Будылина М. В., Брайцева О. И., Харламова А. М. Архитектор Н. А. Львов. — М.: Госстройиздат, 1961.
- Никулина Н. И. Николай Львов. — Л.: Лениздат, 1971. — 133 с. — (Зодчие нашего города)
- Глумов А. Н. Н. А. Львов / Рукопись А. Н. Глумова доработана и подготовлена к печати К. П. Макаровой и А. М. Харламовой; Послесловие А. М. Харламовой; Примечания А. Б. Никитиной. — М.: Искусство, 1980. — 208, [50] с. — (Жизнь в искусстве). — 50 000 экз.
- Бочкарёва И. А. Н. А. Львов. К 250-летию со дня рождения. — Торжок: ВИЭМ, 2001. — ISBN 5-87049-199-1
- Николай Львов: прошлое и современность: Матер. науч.-практ. конф. 16-17 мая 2005 г. Сб. статей. — СПб.: ООО «Селеста», 2005. — ISBN 5-98343-012-2
- Бочкарёва И. А. Н. А. Львов. Очерки жизни. Венок новоторжских усадеб. — Торжок, 2008. — 128 с. — 5000 экз. — ISBN 978-5-87049-591-0.
- Николай Александрович Львов (буклет) / Сост. Н. А. Лопатина, оформление и фотографии Е. А. Васильев. — Торжок: ООО «Фирма-Вариант», 2006.
- Путятин И. Е. Кваренги и Львов: Рождение образа храма русского ампира. — М.: МАКС Пресс, 2008. — 152 с., илл. ISBN 978-5-317-02742-1
- Милюгина Е. Г., Строганов М. В. Гений вкуса: Н. А. Львов. Итоги и проблемы изучения : Монография. — Тверь : Твер. гос. ун-т, 2008. — 278 с. : 52 илл., портр. — ISBN 978-5-7609-0477-5.
- Милюгина Е. Обгоняющий время: Николай Александрович Львов — поэт, архитектор, искусствовед, историк Москвы. — М.: Русский импульс, 2009. — 360 с., 200 ил., портр. — ISBN 978-5-902525-36-3
- Архитектор Николай Львов. Храмы, дома, усадьбы эпохи классицизма = Architect Nikolai Lvov. Churches, Houses, Estates in the Epoch of Classicism / автор-сост. Зоя Золотницкая. — М. : Кучково поле, 2015. — 176 с. — (Коллекции Музея архитектуры им. А. В. Щусева ; т. 3). — ISBN 978-5-902667-12-4. — ISBN 978-5-9950-0530-8.

### Сборники и материалы конференций
- Гений вкуса: Материалы международной научно-практической конференции, посвященной творчеству Н. А. Львова / Ред. М. В. Строганов. — Тверь: ТвГУ, 2001. — 412 с., 26 ил., портр.
- Гений вкуса: Н. А. Львов. Материалы и исследования: Сборник 2 / Ред. М. В. Строганов. — Тверь: ТвГУ, 2001. — 268 с., 7 ил., портр.
- Гений вкуса: Н. А. Львов. Материалы и исследования: Сборник 3 / Ред. М. В. Строганов. — Тверь: ТвГУ, 2003. — 390 с., 39 ил., портр.
- Гений вкуса: Н. А. Львов. Материалы и исследования: Сборник 4 / Ред. М. В. Строганов. — Тверь: ТвГУ, 2005. — 356 с., 41 ил., портр.
- Николай Львов: прошлое и современность. Материалы научно-практической конференции. 16-17 мая 2005 г. : Сб. статей. — СПб. : ООО «Селеста», 2005. — 200 с. — ISBN 5-98343-012-2.
- Петербургский Рериховский сборник. Вып. VI: Н. А. Львов. Жизнь и творчество Ч. I. Архитектурное наследие : Сборник статей  исследователей творчества Н. А. Львова / ред.-сост. и науч. ред. выпуска А. Б. Никитина. — СПб; Вышний Волочёк : Ирида-прос, 2008. — 448 с. — ISBN 978-5-93488-050-8.
- Петербургский Рериховский сборник. Вып. VII: Н. А. Львов. Жизнь и творчество. Ч. II. Культурное наследие : Сборник статей  исследователей творчества Н. А. Львова / ред.-сост. и науч. ред. выпуска А. Б. Никитина. — СПб; Вышний Волочёк : Ирида-прос, 2008. — 408 с. — ISBN 978-5-93488-052-2.
- Петербургский Рериховский сборник. Вып. VIII: Н. А. Львов. Жизнь и творчество. Ч. III. Родственные связи : Сборник статей  исследователей творчества Н. А. Львова / ред.-сост. и науч. ред. выпуска А. Б. Никитина. — СПб; Вышний Волочёк : Ирида-прос, 2008. — 464 с. — ISBN 978-5-93488-054-6.
- Н. А. Львов. Жизнь и творчество. Ч. IV. Новые материалы (дополнение к сказанному) : Сборник статей  исследователей творчества Н. А. Львова / ред.-сост. и науч. ред. выпуска А. Б. Никитина, общ. ред. А. П. Львовой. — Вышний Волочёк : Ирида-прос, 2013. — 768 с. — ISBN 978-5-93488-120-8.

### Статьи
- Строев Н. Львов, Николай Александрович // Русский биографический словарь : в 25 томах. — СПб., 1914. — Т. 10: Лабзина — Ляшенко. — С. 778–784.
- Лаппо-Данилевский К. О тайной женитьбе Львова // Новое литературное обозрение. — 1997. — № 23. — С. 132—141.
- Мартыненко В. Николай Александрович Львов // Ставропольский хронограф на 2001 год. – Ставрополь, 2001. – С. 57–62
- Гений вкуса: [Статьи о жизни и творчестве Н. А. Львова] // Труды ВИЭМ. Новоторжский сборник. Вып. 3 / Сост. В. В. Кузнецов, М. В. Строганов; Ред. М. В. Строганов. — Торжок: ВИЭМ; Тверь: Изд-во М. Батасовой, 2010. — С. 129—180.